# Anisodes pallida
Anisodes pallida är en fjärilsart som beskrevs av Moore 1889. Anisodes pallida ingår i släktet Anisodes och familjen mätare. Inga underarter finns listade i Catalogue of Life.